# Cella (temple romain)
Pour les articles homonymes, voir Cella.
La cella (mot dérivé du latin celare, « cacher » et qui désigne un local fermé) est la partie close du temple étrusque puis du temple romain, généralement de forme rectangulaire, parfois ronde (par exemple le temple de Vesta ou le Panthéon de Rome). Elle s’ouvre sur l’avant du temple par une porte à deux battants.

## Exemples de temple àcella

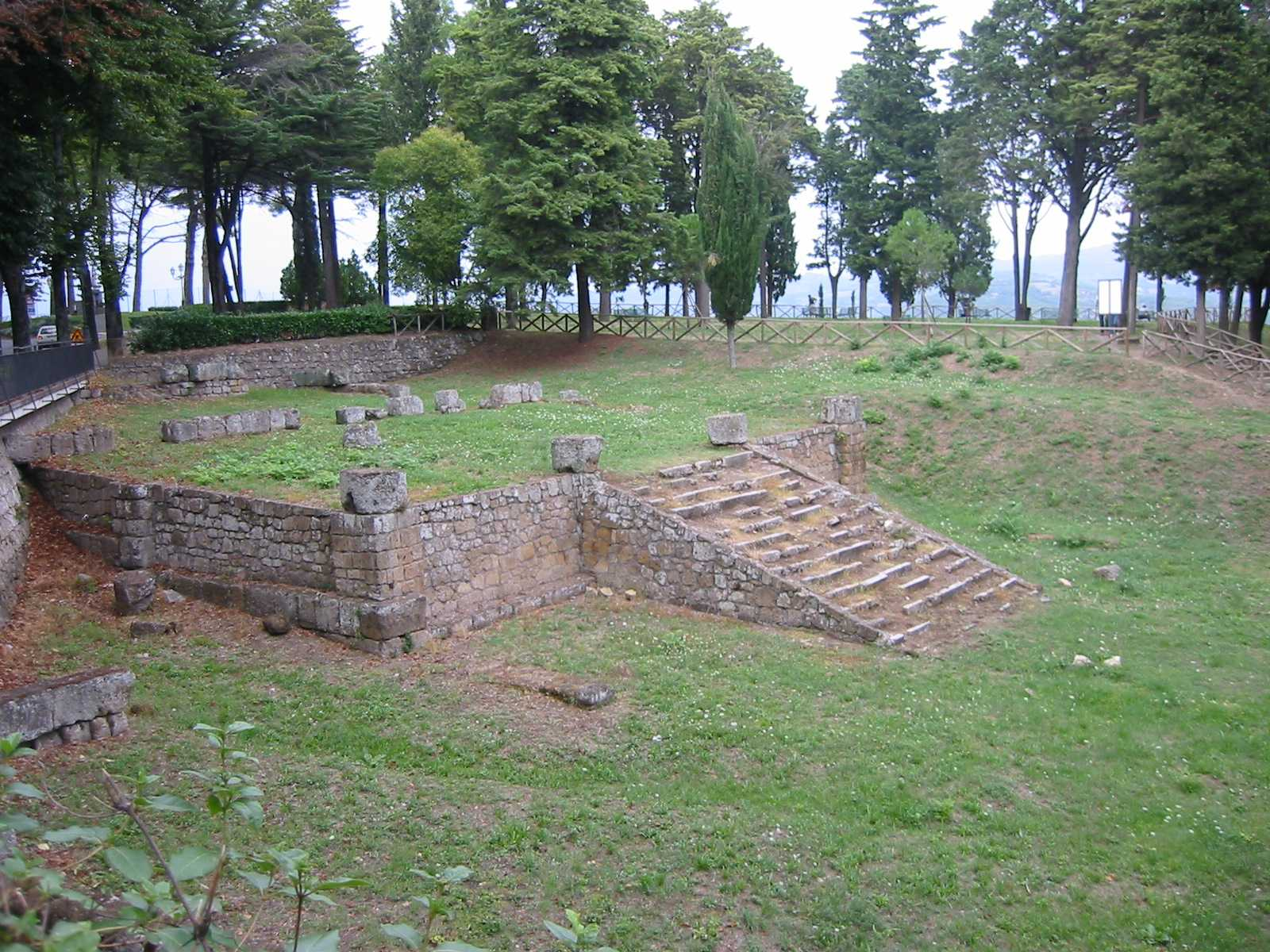
Temple étrusque du Belvédère, Orvieto.
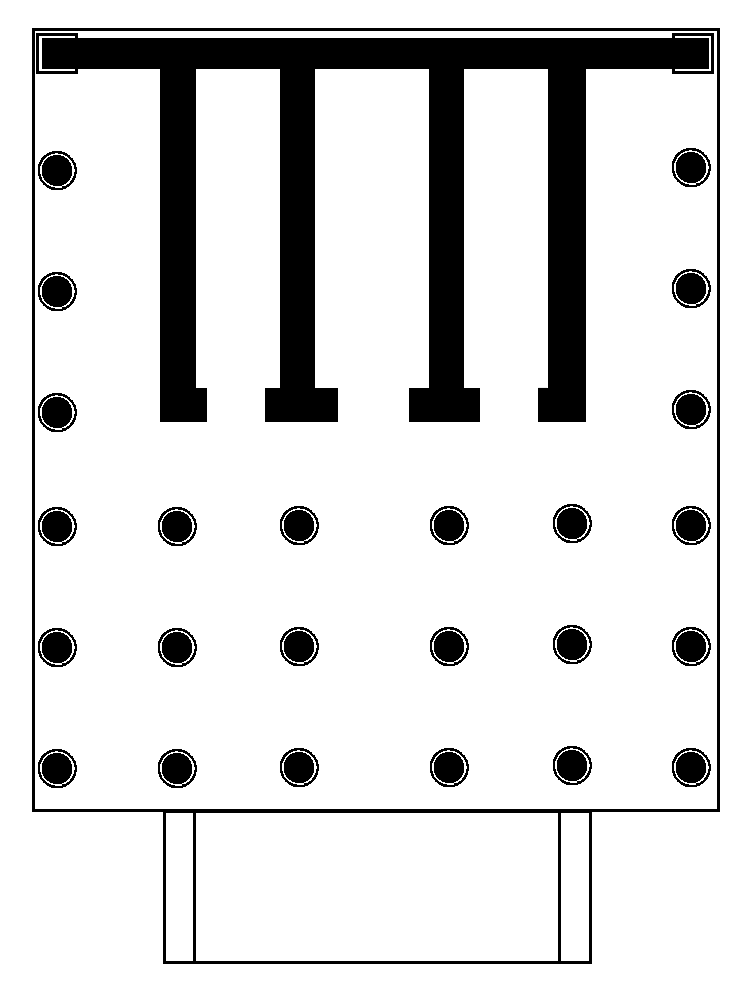
Temple de Jupiter capitolin, à triple cella.
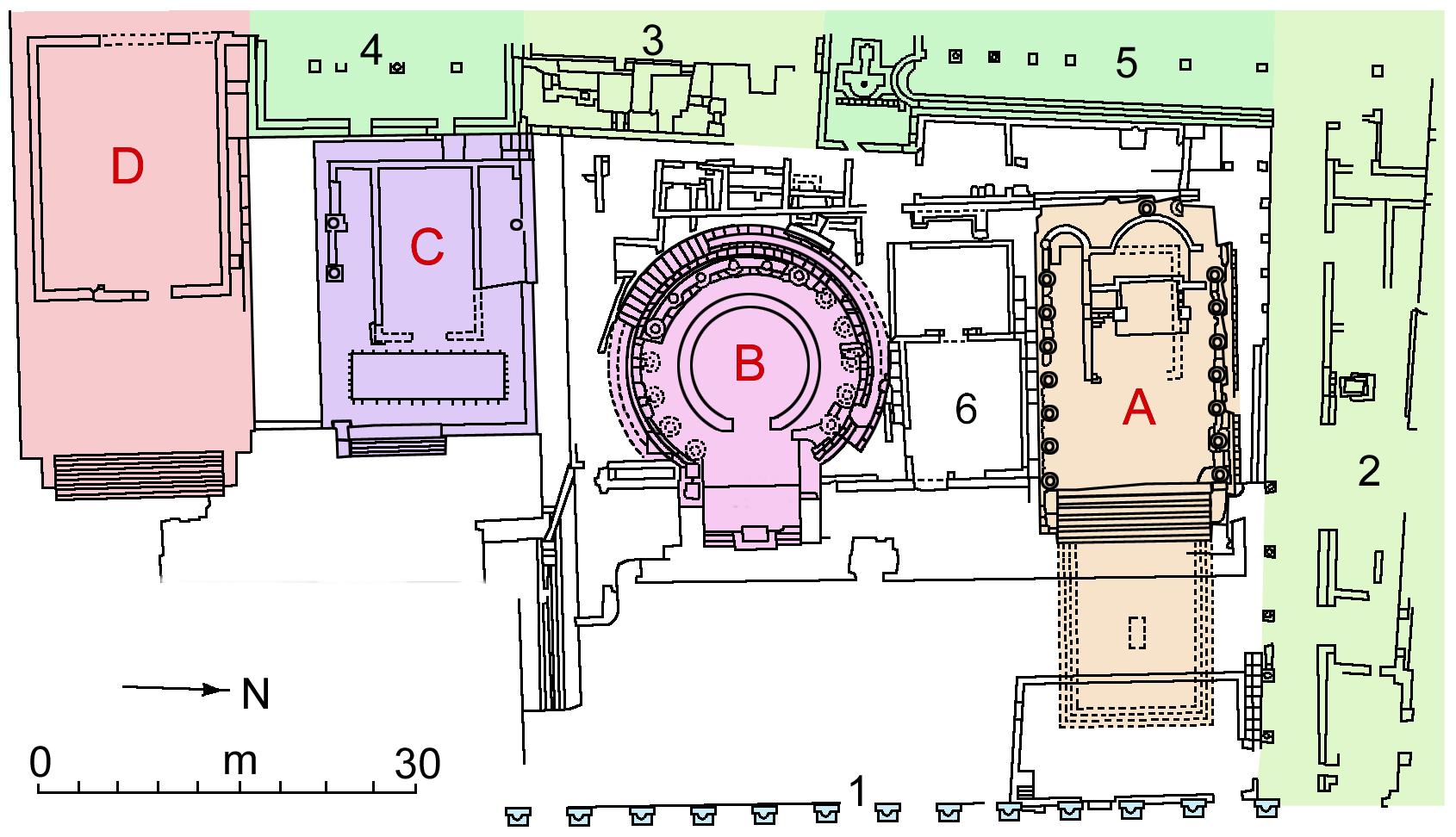
Quatre temples à cella ronde (B) ou rectangulaire (A, C, D). Largo di Torre Argentina, Rome.
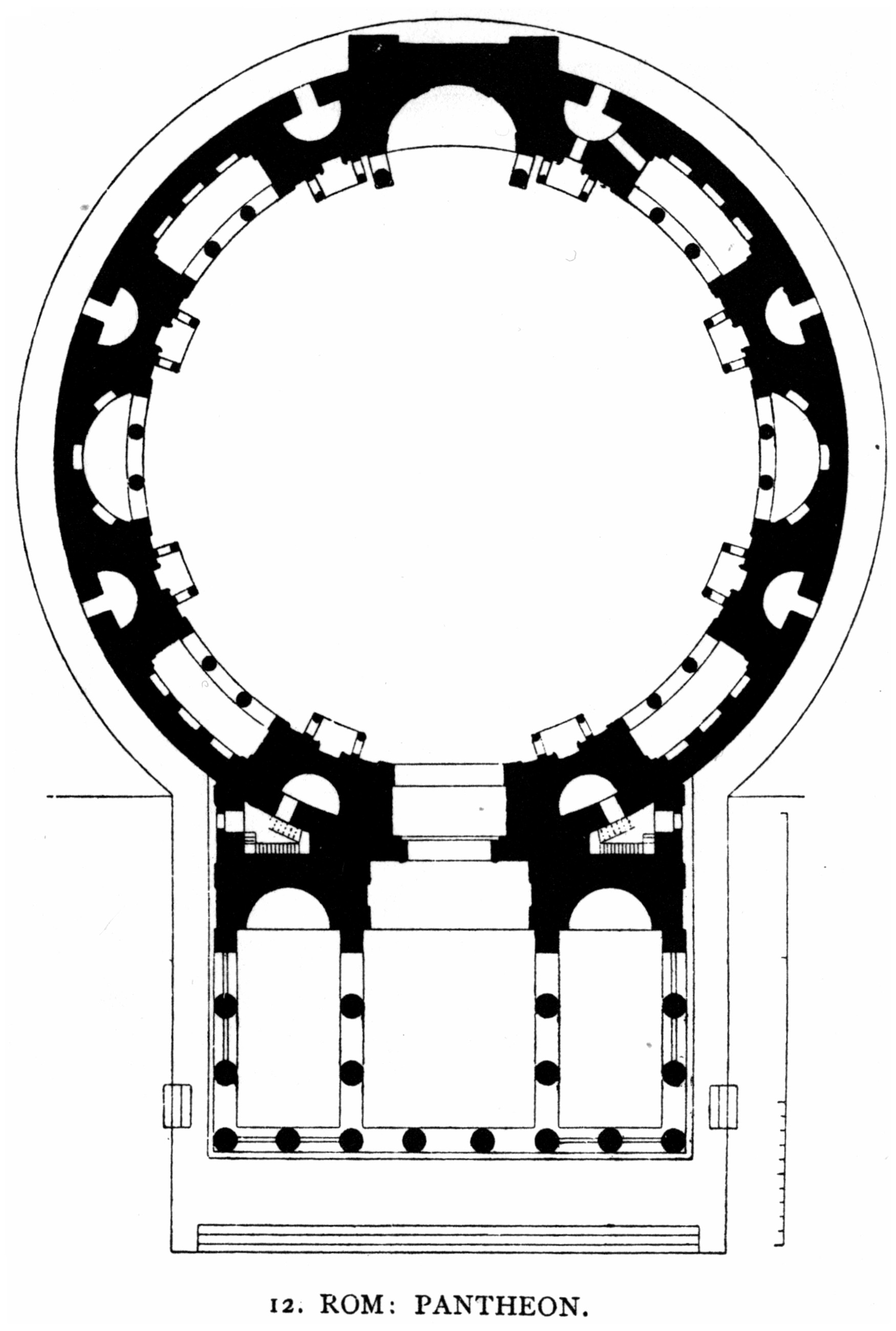
Panthéon, cella circulaire avec sept niches.

## Cellaromaine
La cella d’un temple romain abrite généralement la statue de la divinité à laquelle le temple est consacré et éventuellement d’autres dieux ou déesses liés à la précédente, dans ce cas le terme de cella désigne le « sanctuaire ». Seuls les prêtres ont accès à l’intérieur de la cella qui reste invisible du public. Toutefois, durant certaines cérémonies, les portes du temple sont ouvertes, pour que la divinité puisse voir et exercer son pouvoir protecteur sur l’extérieur.

## Autres acceptions
Le mot « cella » est aussi parfois employé en archéologie mégalithique pour désigner dans les tumulus la chambre délimitée sous le dolmen. On l'utilise plus généralement pour l'espace consacré à la divinité principale d'un temple.
Dans l'architecture des temples hindouistes, il correspond au garbha griha.